# Charmeil
Charmeil är en kommun i departementet Allier i regionen Auvergne-Rhône-Alpes i de centrala delarna av Frankrike. Kommunen ligger  i kantonen Escurolles som ligger i arrondissementet Vichy. År 2022 hade Charmeil 967 invånare.

## Befolkningsutveckling
Antalet invånare i kommunen Charmeil
Referens: INSEE